# Formosa Airlines
Formosa Airlines (Chino: 國華航空) era una aerolínea regional taiwanesa que operaba una extensa red de rutas nacionales desde sus bases en el aeropuerto Songshan de Taipéi y el aeropuerto internacional de Kaohsiung . Su sede estaba en Taipéi .

## Historia

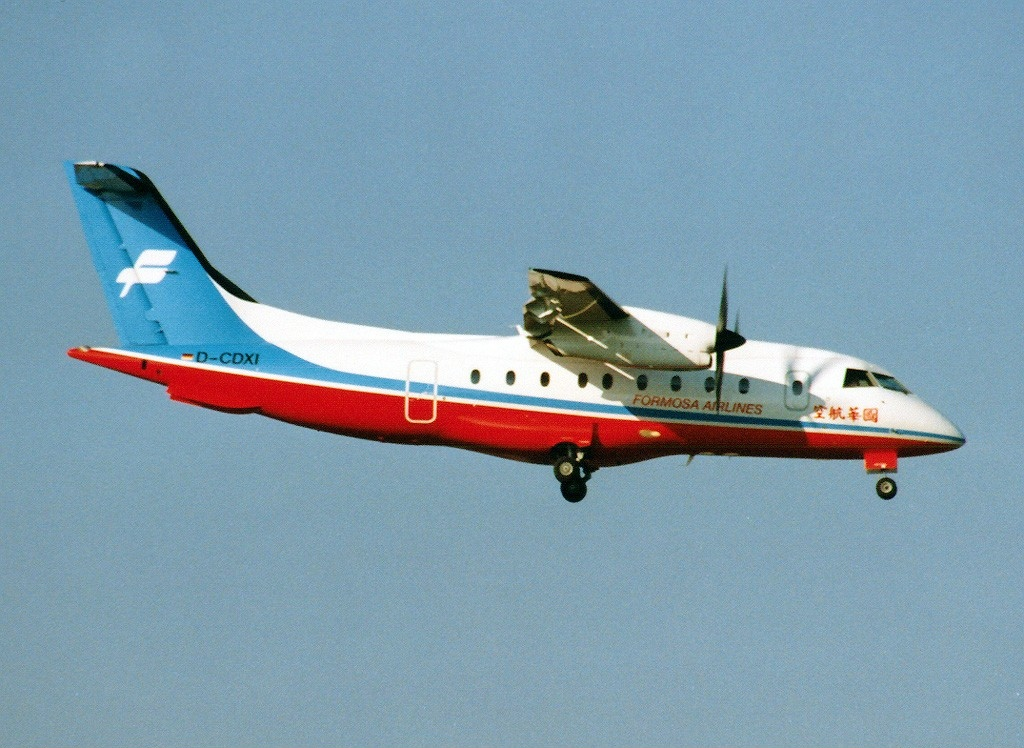
Dornier 228-110 De Formosa Airlines en 1996

La compañía fue fundada el 5 de mayo de 1966 como Yung Shing Airlines.  y las operaciones comenzaron el 1 de julio de mismo año. Durante la primera década de su existencia, solo se ofrecieron servicios de fumigación, antes de pasar a los vuelos de pasajeros. Con su pequeña flota de Britten-Norman Islander y Cessna 404, Yung Shing Airlines sirvió a una serie de destinos nacionales, entre los que destaca la conexión de la ciudad de Taitung con las afueras de Orchid Island y Green Island . En 1983, el Dornier 228 se incorporó a la flota, que seguiría siendo una parte importante para las operaciones de la aerolínea a lo largo de los años.
El 8 de agosto de 1987, la compañía pasó a llamarse Formosa Airlines (que refleja el nombre histórico de Taiwán) y trasladó su sede a Taipéi, y el aeropuerto Songshan de la ciudad se convirtió en su base principal. En 1988, Formosa Airlines se convirtió en el primer operador del Lejano Oriente del Saab 340, con una capacidad de 37 pasajeros, el tipo de avión más grande de ese entonces. en 1996, esta subflota había crecido a nueve aviones. Los planes para convertir la aerolínea en una compañía registrada en Hong Kong a fin de poder transportar pasajeros entre Taiwán y China se presentaron en 1989, pero no se realizaron. Formosa Airlines se convirtió en operador de aviones a reacción en 1995, cuando se adquirieron dos Fokker 100 de 109 asientos, junto con 5 aviones turbohélice Fokker 50 más pequeños.
En julio de 1996, China Airlines adquirió una participación del 41 por ciento de la aerolínea y se hizo cargo de la administración, con el objetivo de mejorar así el historial de seguridad de Formosa (ver más abajo) y convertir el Aeropuerto Internacional de Kaohsiung en un centro nacional. Cuando EVA Air, el principal competidor de China Airlines, fusionó sus subsidiarias nacionales para crear Uni Air en 1998, se anunció una fusión similar para Formosa Airlines y Mandarin Airlines, manteniéndose este último nombre. El 8 de agosto de 1999, se finalizó la fusión: Formosa Airlines con sus entonces 620 empleados y varios aviones de corto alcance se combinaron con Mandarin, y todos los aviones de largo alcance de Mandarin Airlines se entregaron a China Airlines.

## Destinos
Durante la década de 1990, Formosa Airlines operó vuelos regulares a los siguientes destinos nacionales:

## Flota
Antes de la fusión:
- 9 Saab 340 (1 se estrelló)
- 2 Dornier 228 (ambos se estrellaron)
- 7 Fokker 50
- 2 Fokker 100

### Flota histórica
- DC-6
- BN-2
- Cessna 404 Titán

## Accidentes e incidentes
- El 9 de octubre de 1983, un Britten-Norman Islander ( registrado B-12202) de Yung Shing Airlines sufrió daños irreparables en un incidente en el aterrizaje en el aeropuerto de Orchid Island . Las doce personas a bordo sobrevivieron.[17]
- Otro accidente en Orchid Island que involucró a un avión de Formosa Airlines (la compañía había sido rebautizada para entonces) ocurrió el 14 de agosto de 1990. Un Dornier 228 con configuración de carga (registrado B-12268) se acercaba al aeropuerto cuando se estrelló a 15 metros del umbral de la pista, matando a los dos pilotos.[18]
- El 28 de febrero de 1993, las seis personas, dos pilotos y cuatro pasajeros a bordo de un Dornier 228 (registrado B-12238) murieron cuando el avión se estrelló en el mar durante un intento de aterrizaje en Orchid Island bajo una intensa lluvia.[19]
- Otro Dornier 228 de Formosa Airlines (registrado B-12298) sufrió daños irreparables cuando su tren de aterrizaje chocó con la valla del aeropuerto en un intento de aterrizaje en el aeropuerto de Green Island el 14 de junio de 1993. Los 20 pasajeros y dos pilotos que habían estado en el vuelo desde la ciudad de Taitung sobrevivieron.[20]
- En 1995, Formosa Airlines perdió de dos de sus Dornier 228 en solo tres días. El 15 de junio, se produjo un incidente de aterrizaje de panza en el aeropuerto de Taitung a las 15:07 hora local. El avión con matrícula B-12288 tenía su origen en Green Island.[21] El 18 de junio, los pilotos del avión registrado B-12208 perdieron el control durante el rodaje en el aeropuerto de Green Island, lo que provocó que el Dornier se estrellara contra una zanja.[22] Cada vuelo tenía 17 pasajeros a bordo, todos los cuales sobrevivieron.
- El 5 de abril de 1996, seis pasajeros del vuelo 7613 desde Taipéi perdieron la vida cuando el avión, un Dornier 228 registrado como B-12257, se estrelló en el mar frente al aeropuerto de Matsu Beigan a las 16:25 hora local. En condiciones de poca visibilidad, los pilotos habían descendido demasiado abruptamente. Hubo once supervivientes.[23]
- El peor accidente en la historia de Formosa Airlines ocurrió el 10 de agosto de 1997, nuevamente en la ruta Taipéi-Matsu. A las 08:33 hora local, el vuelo 7601 (un Dornier 228, registrado B-12256) golpeó las copas de los árboles y una torre de agua luego de un intento de aterrizaje abortado en una fuerte tormenta. Todas las personas a bordo (dos pilotos y catorce pasajeros) murieron cuando el avión se estrelló a 1 kilómetro del aeropuerto de Matsu Beigan y se incendió.[24]
- Tras otro desastre aéreo, de vuelo 7623, que mató a 13 personas el 18 de marzo de 1998, Formosa Airlines quedó en tierra hasta el 1 de abril[13] ya que se determinó que los pilotos no habían cumplido con el procedimiento operativo estándar . El Saab 340 (registrado B-12255) con ocho pasajeros y cinco miembros de la tripulación a bordo se estrelló unos minutos en un vuelo de pasajeros programado de Hsinchu a Kaohsiung, a las 19:32 hora local. Durante la verificación previa al vuelo, los pilotos notaron que varios sistemas no estaban disponibles, incluido el piloto automático y el sistema electrónico de instrumentos de vuelo (EFIS). Violando la lista de equipo mínimo, según la cual la aeronave debería haberse considerado en condiciones de no volar, los pilotos decidieron despegar no obstante. En vuelo, la aeronave demostró comportarse de manera impredecible, ya que los bordes de ataque de las alas no pudieron mantenerse a la misma temperatura debido a la falla en el suministro de aire de purga, lo que provocó una pérdida de control.[25]